# Karin Erdmann
Karin Erdmann (* 1948) ist eine deutsche Mathematikerin und Hochschullehrerin. Sie befasst sich mit Darstellungstheorie, Homologischer Algebra und anderen Gebieten der Algebra.

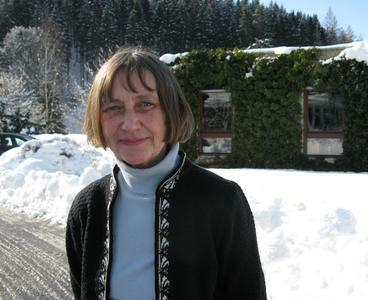
Erdmann in Oberwolfach 2009

## Leben und Werk
Erdmann wurde 1976 an der Justus-Liebig-Universität Gießen bei Gerhard O. Michler promoviert (2-Hauptblöcke von Gruppen und Diedergruppen als 2-Sylow-Gruppen). Sie war Fellow des Somerville College in Oxford. Erdmann ist emeritierte Universitätsdozentin am Mathematical Institute der University of Oxford, wo sie 25 Doktoranden hatte. Zu ihren Doktoranden gehört Anne Henke. Sie veröffentlichte über 115 Artikel und war 2008 die erste Emmy-Noether-Dozentin der Deutschen Mathematischen Gesellschaft.
Ihre Forschungsschwerpunkte sind modulare Darstellungstheorie endlicher Gruppen, Darstellungstheorie der symmetrischen Gruppe und Hochschild-Kohomologie von Algebren.

## Schriften (Auswahl)
- Blocks of tame representation type and related algebras, Lecture Notes in Mathematics 1428, Springer Verlag 1990
- mit Mark J. Wildon Introduction to Lie algebras, Undergraduate Texts in Mathematics, Springer Verlag 2006